# كريستيانا ريالي
كريستيانا ريالي (بالفرنسية: Cristiana Reali)‏ (من مواليد 16 مارس 1965) ممثلة إيطالية برازيلية. ظهرت في العديد من المسارح والمسلسلات التلفزيونية وعدد قليل من الأفلام.

## حياتها الشخصية
في مارس 2009 ، قيل إنها تعود إلى الممثل والمخرج الأمريكي جون مالكوفيتش,

## وصلات خارجية
- كريستيانا ريالي على موقع IMDb (الإنجليزية)
- كريستيانا ريالي على موقع ألو سيني (الفرنسية)
- كريستيانا ريالي على موقع ميوزك برينز (الإنجليزية)
- كريستيانا ريالي على موقع أول موفي (الإنجليزية)
- كريستيانا ريالي على موقع قاعدة بيانات الفيلم (الإنجليزية)
- كريستيانا ريالي على موقع كينوبويسك (الروسية)

1. ↑   https://tpa.fr/acteurs-theatre/reali-cristiana-1761.html. {{استشهاد ويب}}: |url= بحاجة لعنوان (مساعدة) والوسيط |title= غير موجود أو فارغ (من ويكي بيانات) (مساعدة)
2. ↑   http://www.coursflorent.fr/ecole/anciens/acteurs?page=2. {{استشهاد ويب}}: |url= بحاجة لعنوان (مساعدة) والوسيط |title= غير موجود أو فارغ (من ويكي بيانات) (مساعدة)
3. ↑  Debey، Arnèle (3 مارس 2009). "Cristiana Reali: An Idyll with John Malkovich". مؤرشف من الأصل في 2009-03-13.